# Vivi Viravento
Vivi Viravento é uma série de TV de animação brasileira criada por Alê Abreu e dirigida por Priscilla Kellen, na produtora Mixer, e em co-produção com a EBC e a Fundação Padre Anchieta. No Brasil, a série fez a sua estreia no dia 2 de dezembro de 2017, no canal infantil Discovery Kids. A série gira em torno de Vivi, uma garotinha sonhadora e curiosa, em que a avó lhe havia revelado um lugar secreto e misterioso, e ela sai em busca de Viravento.

## Sinopse
A série gira em torno de Vivi, uma garotinha sonhadora e curiosa, que usa a sua imaginação para viajar pelo mundo. O portal de passagem para essas maravilhosas aventuras é seu próprio caderno, onde ela faz colagens e desenhos de suas próximas excursões, que realiza ao lado de seus dois grandes amigos, Mochilão e Lanterninha. Ela viaja pelo mundo em busca de Viravento, um lugar misterioso revelado pela sua avó.

## Personagens
- Vivi - uma garotinha sonhadora, que sai em busca de Viravento junto com seus dois amigos. também é corajosa, gosta de aventura e enfrenta seus medos com sua criatividade e imaginação.
- Mochilão - é a mochila de Vivi, que, quando entra no universo de Viravento, se transforma em um bicho-preguiça amarelo. Ele é muito generoso e curioso, e, também é medroso, comilão e preguiçoso. É uma enciclopédia ambulante, porém, sabe tudo na teoria.
- Lanterninha - é a lanterna de Vivi, que, quando está em Viravento, se transforma em um esquilo. É muito acelerado, e se comunica apenas com gestos e assobios, e todos a entendem.